# Castagnole delle Lanze
Castagnole delle Lanze (piemontiul: Castagnòle Lanse) település Olaszországban, Piemont régióban, Asti megyében. Lakosainak száma 3661 fő (2023. január 1.). Castagnole delle Lanze Castiglione Tinella, Coazzolo, Costigliole d’Asti, Govone, Magliano Alfieri és Neive községekkel határos.

## Népesség
A település lakossága az elmúlt években az alábbi módon változott:
| Lakosok száma | 3772 | 3770 | 3661 |
|               | 2017 | 2018 | 2023 |